# Joho (Temanggung)
Joho is een bestuurslaag in het regentschap Temanggung van de provincie Midden-Java, Indonesië. Joho telt 1049 inwoners (volkstelling 2010).